# 엔히 자가
엔히 자가(포르투갈어: Henry Zaga, 1993년 4월 30일 ~ )는 브라질의 남자 배우이다. 2020년 공개될 예정인 영화 《엑스맨: 뉴 뮤턴트》에서 호베르투 다 코스타 / 선스팟 역으로 출연하였다.

## 참여 작품

### 영화
- 뉴 뮤턴트 (영화)

### 텔레비전
- 미스터리 오브 로라
- 틴 울프 (2011년 드라마)
- 루머의 루머의 루머
- 트링킷